# Le Docteur Oméga
Le Docteur Oméga, aventures fantastiques de trois Français dans la planète Mars est un roman d'aventures affilié au merveilleux scientifique de l'écrivain français Arnould Galopin publié en douze fascicules en 1906 aux éditions Arthème Fayard. Ce roman raconte les aventures du docteur Oméga et de ses deux compagnons, Fred et Denis Borel, sur la planète Mars.

## Intrigue
Après s'être installé à la campagne, Denis Borel fait la connaissance de son nouveau voisin, l'excentrique docteur Oméga. Grâce à la découverte de la « répulsite », un métal qui annihile les effets de la pesanteur, celui-ci a construit, avec l'aide de son domestique Fred, un vaisseau spatial baptisé Cosmos. Le docteur Oméga propose à Borel de les accompagner sur la planète Mars.

## Autour de l'œuvre

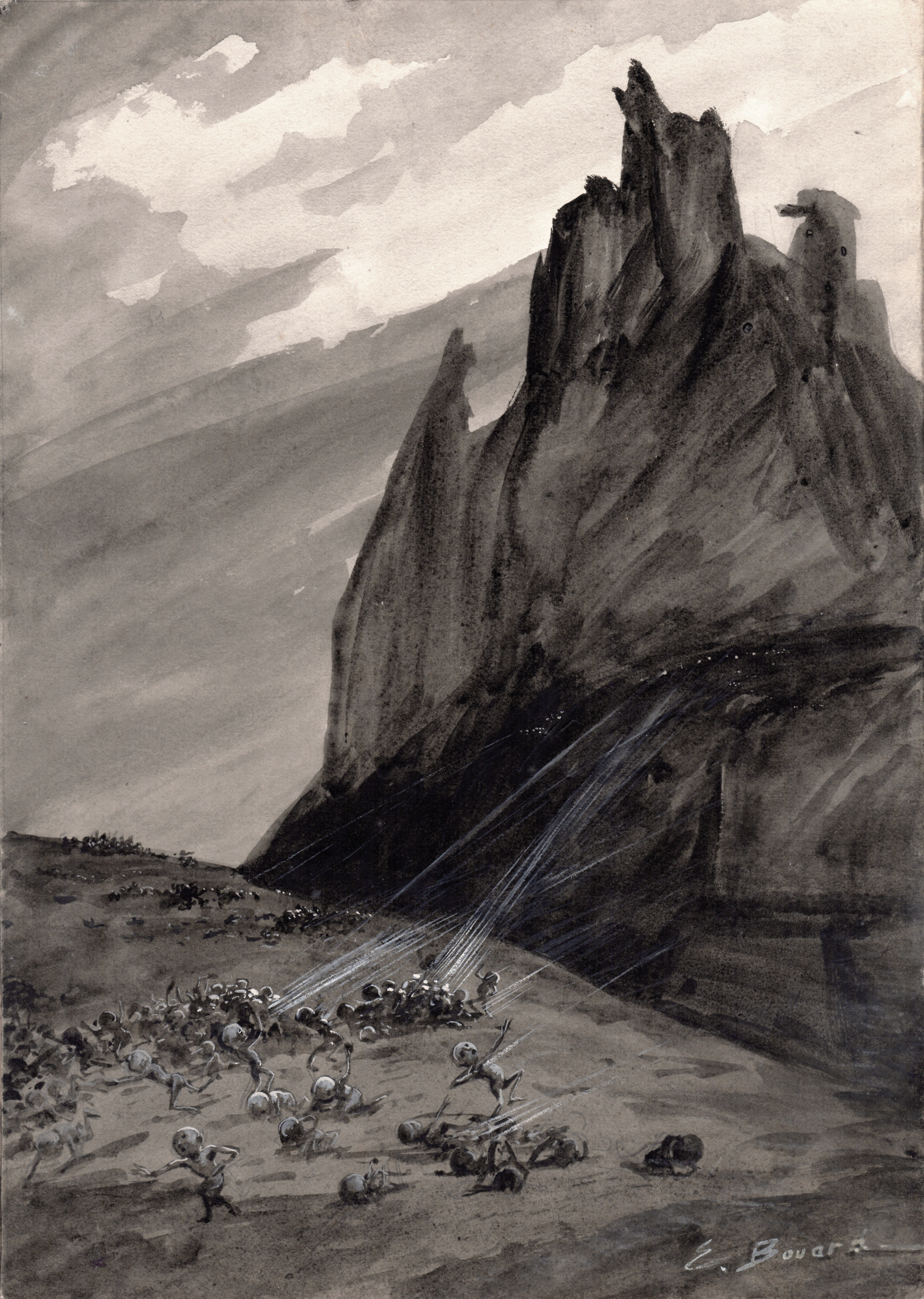
Les Macrocéphales. Illustration d'Ernest Bouard, 1906.

Écrit à la première personne, le narrateur est un violoniste du nom de Denis Borel qui se laisse entraîner sur la planète Mars par le docteur Oméga. Arnould Galopin enchaîne les péripéties que connaissent les explorateurs en leur faisant rencontrer de nombreux peuples martiens : une humanité aquatique, des chauves-souris intelligentes et le peuple dominant, des Martiens de petite taille appelés « Macrocéphales » qui possèdent de nombreuses villes et industries.
Arnould Galopin s'inspire de nombreux auteurs pour constituer la trame des aventures du docteur Oméga sur Mars. Ainsi, l'exploration astronautique repose sur la découverte de la « répulsite », une matière antigravifique qui rappelle la « cavorite » utilisée par le professeur Cavor pour gagner la Lune dans Les Premiers Hommes dans la Lune (1901) de H. G. Wells. Par ailleurs, le vaisseau Cosmos utilisé pour se rendre sur Mars, c'est-à-dire un obus creux, est similaire à celui utilisé par Michel Ardan pour rejoindre la Lune dans De la Terre à la Lune (1865) de Jules Verne.
Finalement, après que le Cosmos a été détruit, le docteur Oméga parvient à contacter par télégraphie sans fil un collègue, le docteur Helvétius, pour lui demander de construire un nouveau vaisseau et lui envoyer. Le roman se termine sur le retour triomphal de Oméga sur Terre et la mise en place d'un service régulier entre la Terre et Mars.

## Histoire éditoriale
Paru initialement en 1906, le roman est dédié à Henry de La Vaulx, un aéronaute et écrivain français avec qui Galopin a collaboré à plusieurs reprises. Il reprend son texte en 1908-1909 pour le publier avec un nouveau titre, Les Chercheurs d'inconnu, aventures fantastiques d'un jeune Parisien, dans une version remaniée dans laquelle le vaisseau Cosmos est renommé L'Excelsior, la répulsite devient la stellite et le docteur Oméga prend le nom de Cosinus.
Par ailleurs, Arnould Galopin publie en 1925 le court récit Un voyage dans la planète qui reprend la trame du roman Le Docteur Oméga, non seulement en la synthétisant fortement, mais également en renommant le personnage principal en professeur Azimut.

Illustrations d'Ernest Bouard pour les couvertures des fascicules de la série Les Chercheurs d'inconnu, aventures fantastiques d'un jeune Parisien (1908-1909)
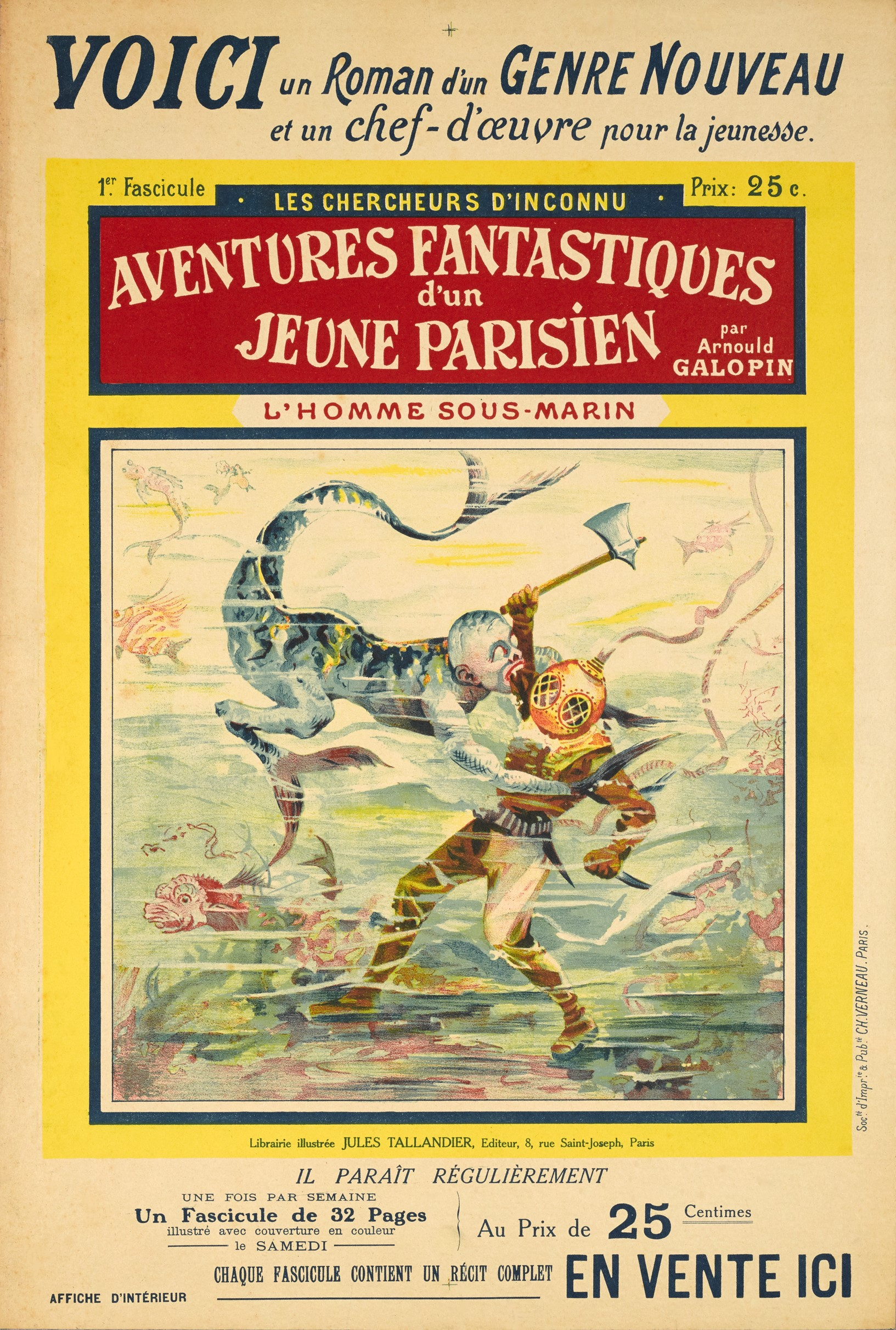
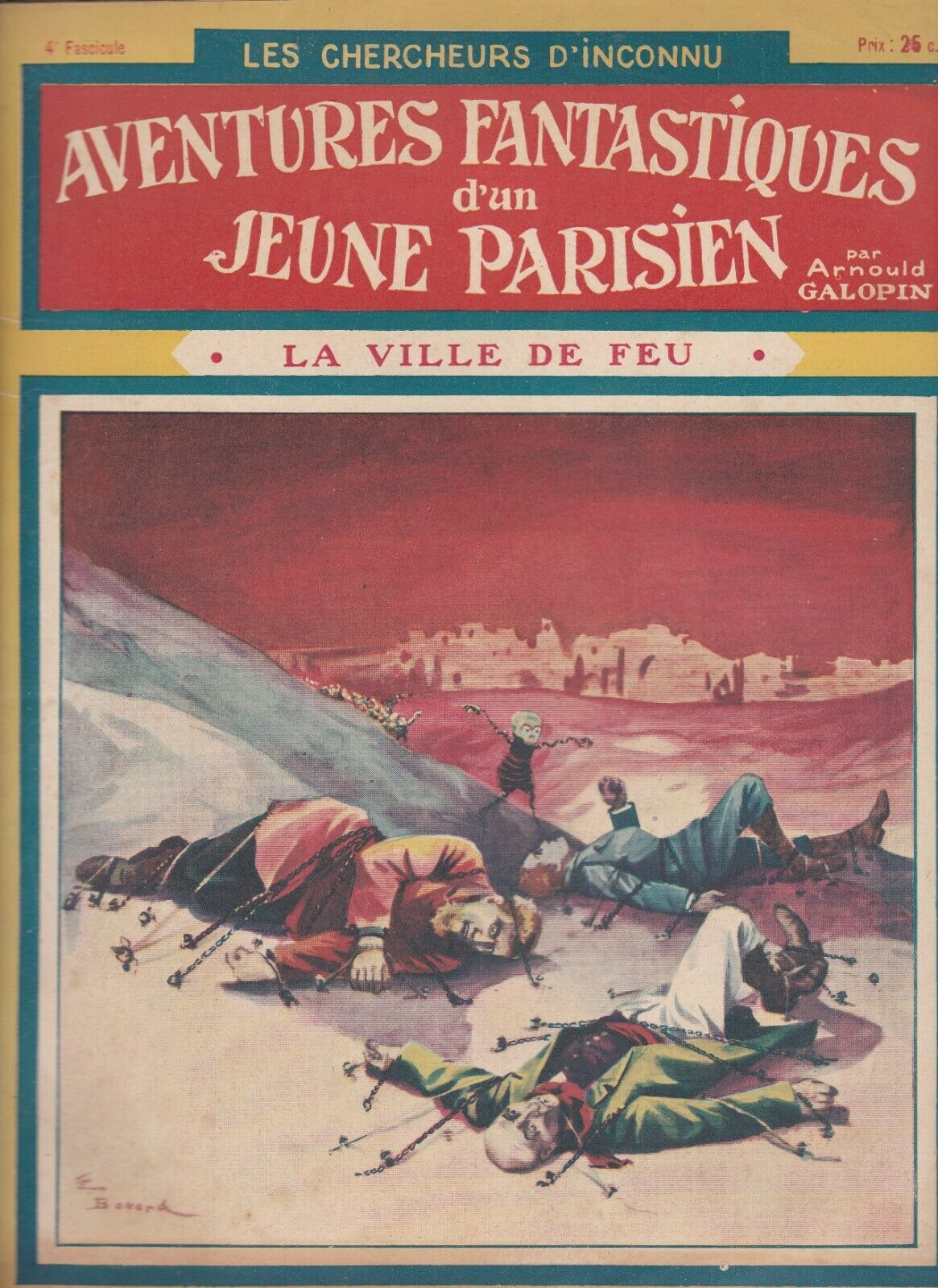
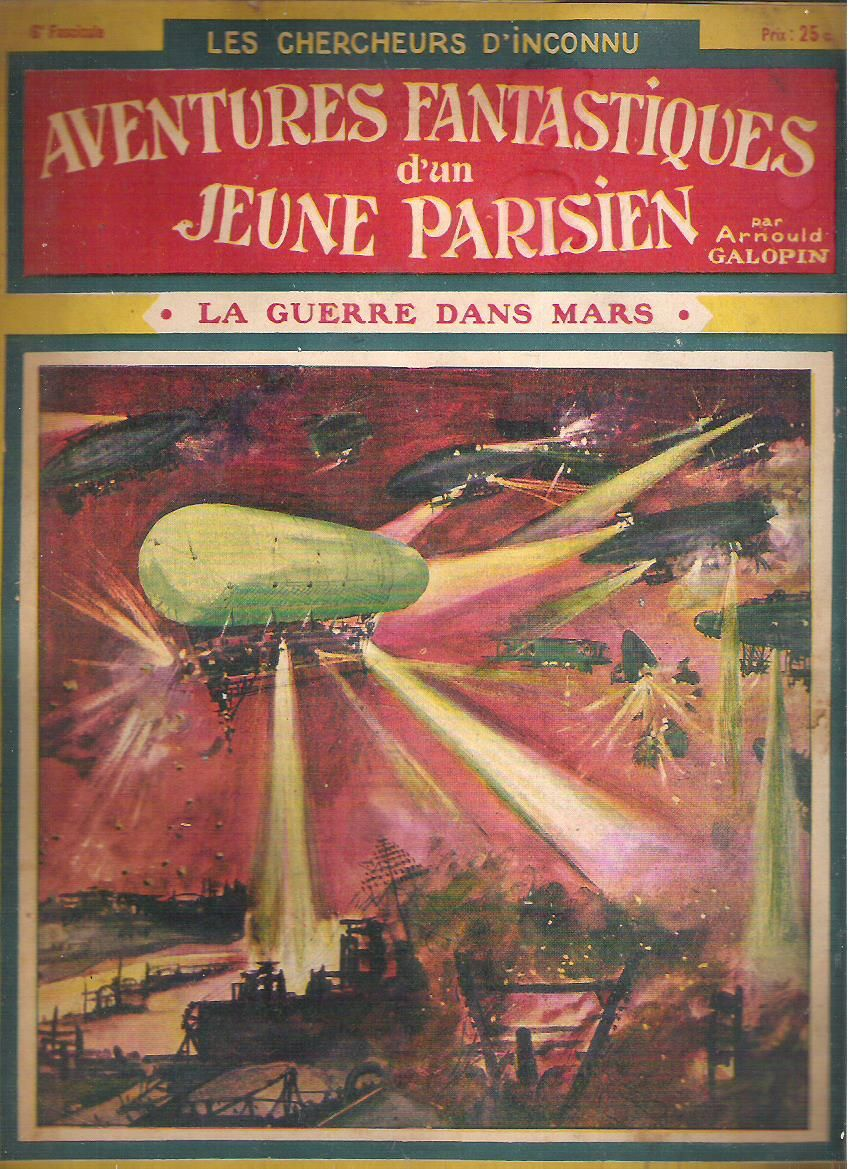
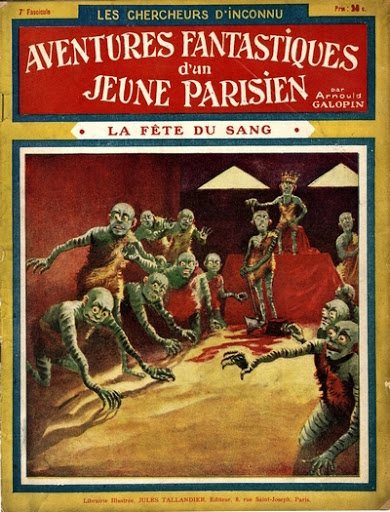
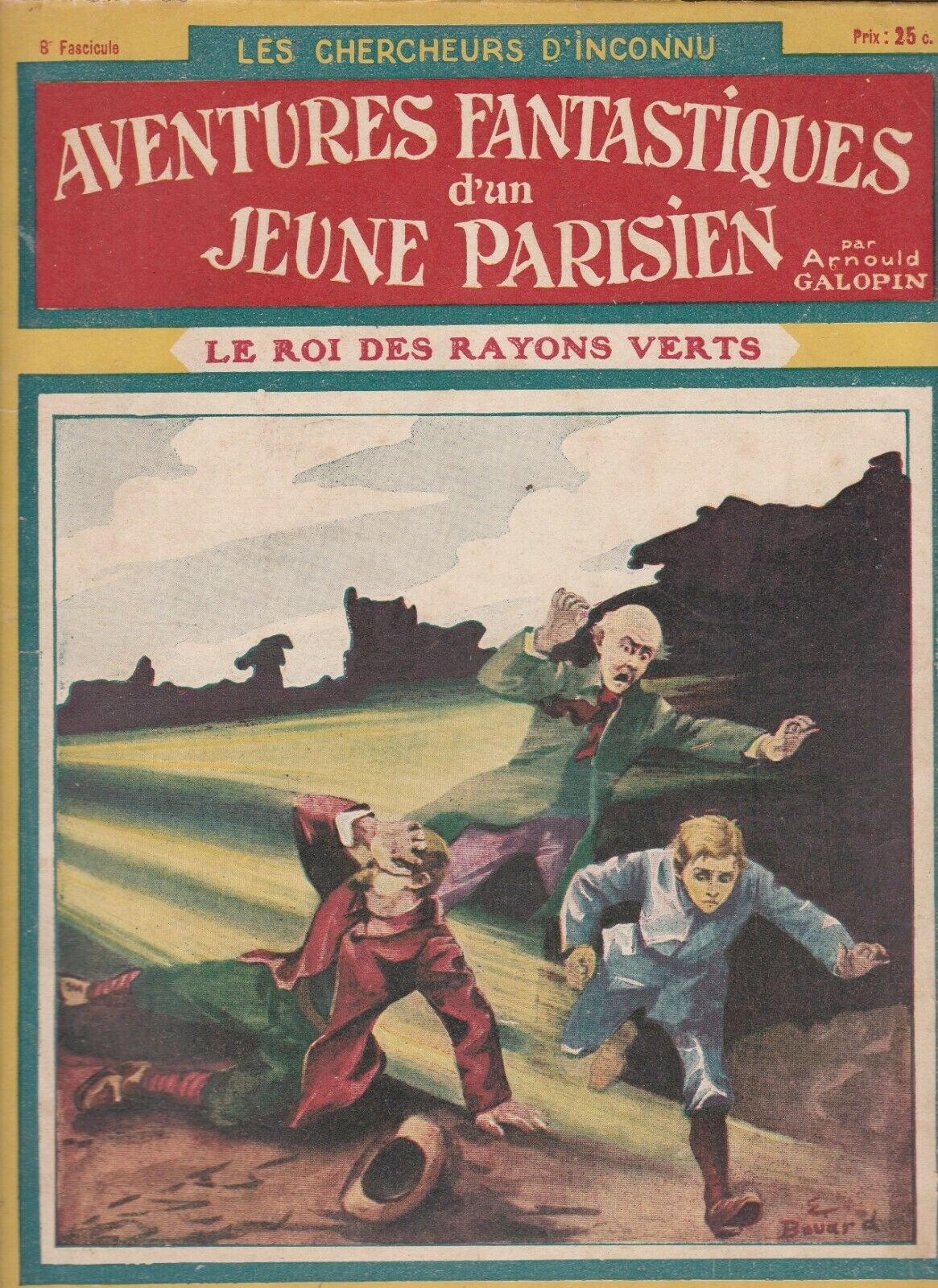
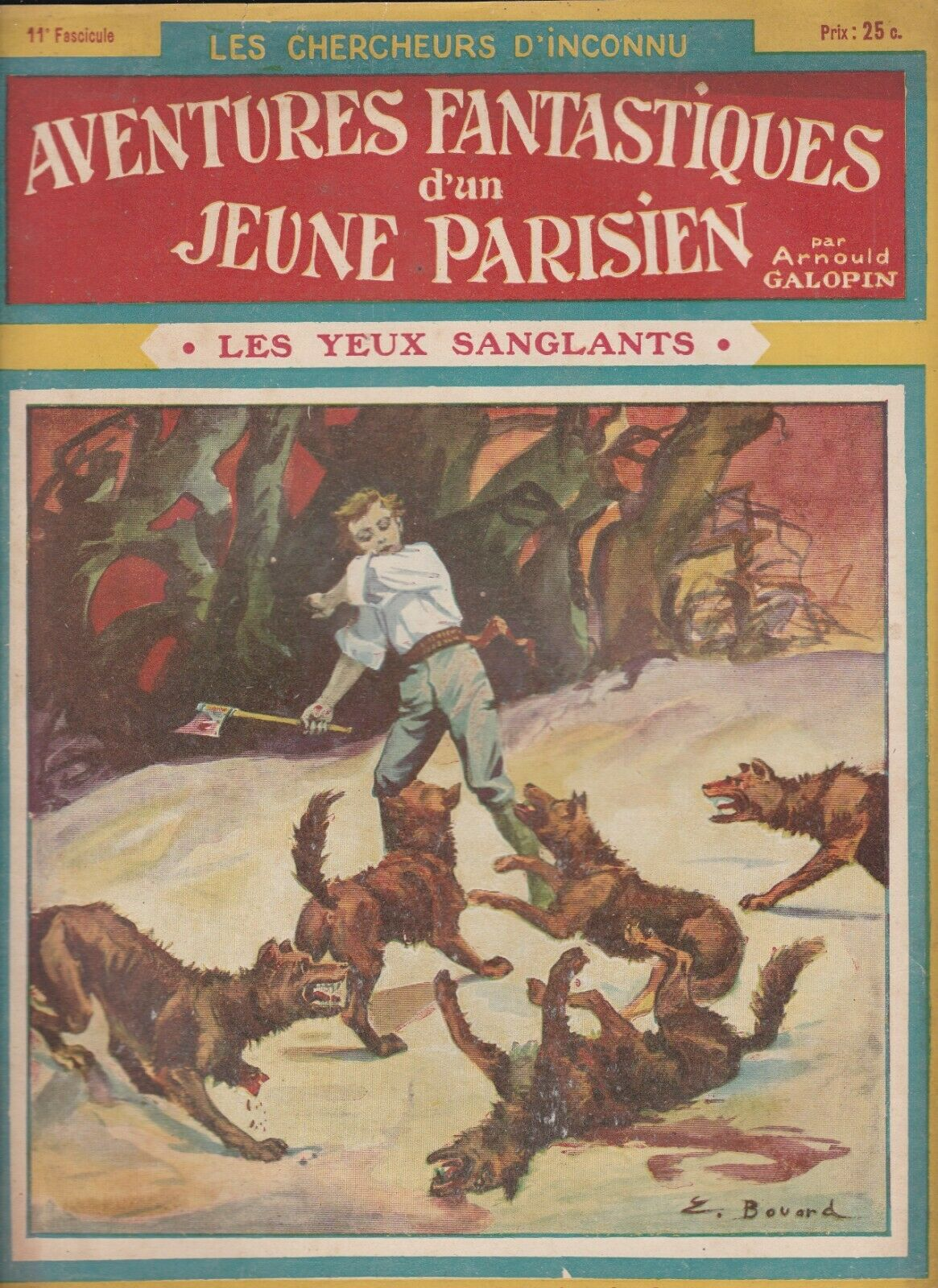

### Éditions françaises

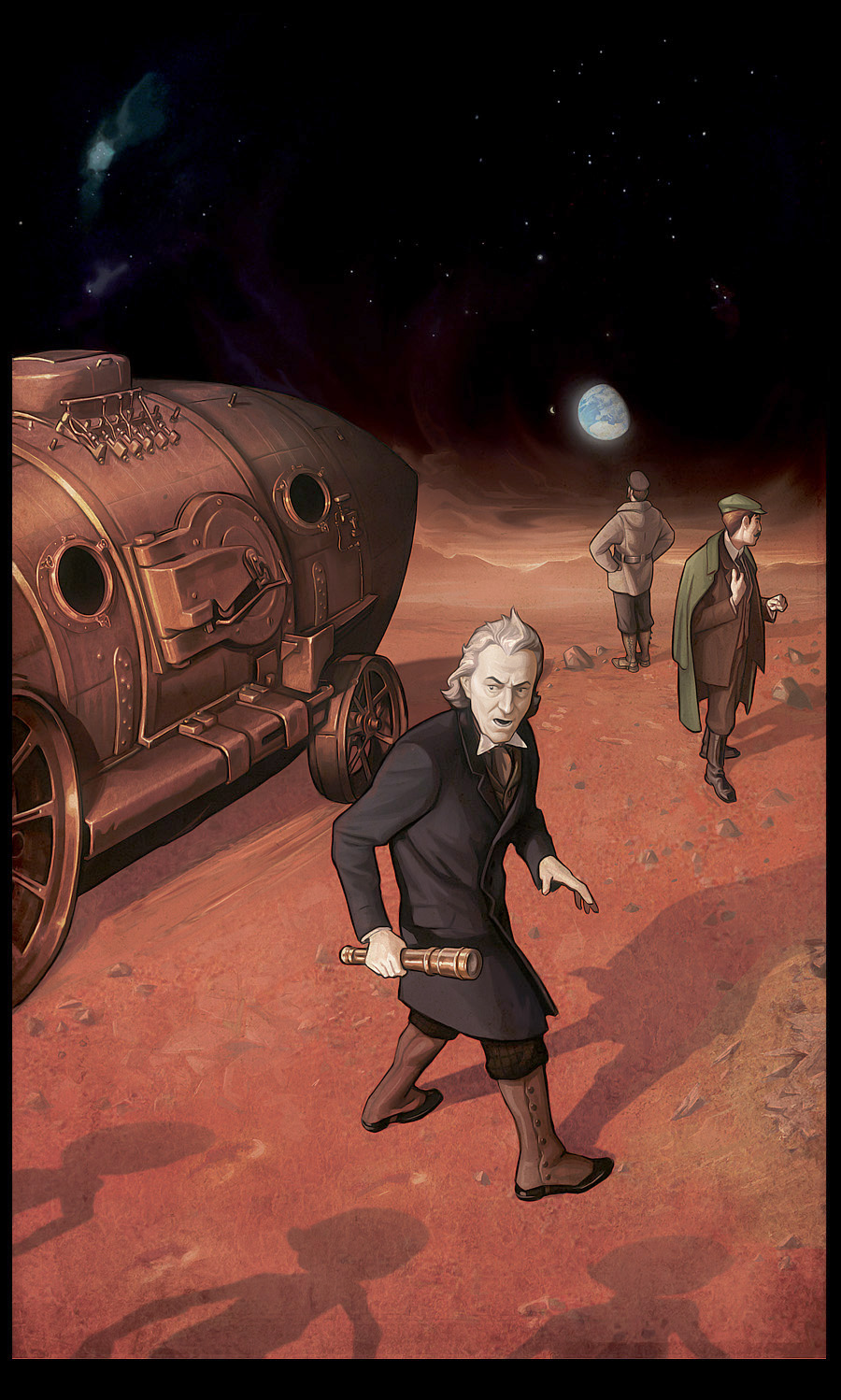
Le Docteur Oméga. Illustration de Thomas Girard - Prince Gigi, 2011.

- Prépublication dans Mon beau Livre. Magazine mensuel illustré de la jeunesse, 1re année, no 1 à 12, Paris, Librairie Arthème Fayard, du 15 janvier au 15 décembre 1906 en douze livraisons (ill. E. Bouard).
- Librairie Mondiale, 1907 (ill. E. Bouard), lire en ligne sur Gallica.
- Éditions Albin Michel, 1907 (ill. E. Bouard).
- Éditions Tallandier, 1908-1909 (ill. E. Bouard et Paul Thiriat) sous le titre Les Chercheurs d'inconnu, aventures fantastiques d'un jeune Parisien, version remaniée[4] publiée en douze fascicules de 32 pages :
  - no 1 : L'Homme sous-marin, novembre 1908
  - no 2 : Le Gouffre rampant, novembre 1908
  - no 3 : La Vallée rouge, décembre 1908
  - no 4 : La Ville de Feu, décembre 1908
  - no 5 : Le Fils de la mort, décembre 1908
  - no 6 : La Guerre dans Mars, décembre 1908
  - no 7 : La Fête du sang, janvier 1909
  - no 8 : Le Roi des rayons verts
  - no 9 : L'Oiseau géant
  - no 10 : L'Horrible vision
  - no 11 : Les Yeux sanglants
  - no 12 : Les Vainqueurs de l'espace, février 1909.
- Éditions Albin Michel, 1949 (ill. Armand Rapeño).
- Black Coat Press, coll. « Rivière Blanche », 2010 (ill. Gil Formosa).
- Éditions Méli-Mélo, 2018 (ill. Axel Massa et Laura Mercier).